# Unicorn Overlord
Unicorn Overlord est un jeu vidéo de type tactical RPG sorti le 8 mars 2024 sur PlayStation 4, PlayStation 5, Nintendo Switch et Xbox Series. Il est développé par le studio japonais Vanillaware, et édité par Atlus au Japon et par Sega en Europe.

## Trame
Le général Valmore a organisé une rébellion contre la reine Ilénia, souveraine du royaume de Cornia. Afin de ne pas tout perdre, Ilénia demande à son garde personnel, Joseph, d'emmener son fils, Alain, et le symbole de la royauté, l'anneau de la Licorne, en lieu sûr.
Dix ans après ces événements, Valmore a pris le nom de Galvius et a réformé l'ancien Empire Zénoïrien en utilisant une magie de contrôle mental. Alain a profité des années pour s'entrainer et pouvoir prendre la tête de l'Armée libératrice. Lorsque les forces Zénoïriennes attaquent l'île où se trouve Alain, il la défend et apprend que l'anneau de la Licorne a le pouvoir de dissiper la magie de contrôle mental.
Alain va alors partir en quête de rallier des gens à sa cause, libérer son royaume et vaincre Galvius.

## Système de jeu
Unicorn Overlord possède des phases de combat alternant entre une phase macro, et une phase micro. La phrase macro est une phase de stratégie en temps réel où le joueur peut déplacer différentes unités présentes sur la map (composées de 5 personnages maximum, le jeu en proposant plus de 60 différents) pour exécuter différentes missions. Durant la phase micro (qui arrive lors de la rencontre avec une unité adverse), le style de jeu devient de la tactique au tour par tour.

Une fois les missions exécutées, la zone est libérée et va permettre au joueur d'agrandir ses unités ou d'acheter différentes marchandises.

## Commercialisation
Le jeu bénéficie d'une localisation française officielle. Il fut traduit par Geoffrey Ruaux, Alexis Barroso, Marc Eybert-Guillon et Ronan Salon.

## Réception

### Critiques
Unicorn Overlord obtient globalement de très bons retours de la part de la critique spécialisée. Selon le recensement de Metacritic, la version PlayStation 5 du jeu atteint un score de 87 % d'avis positifs sur la base de 38 notes de test. Les notes d'utilisateurs sont aussi bonnes, étant en moyenne à 8,3/10. Les versions Nintendo Switch et Xbox Series du jeu obtiennent une note quasiment similaire avec respectivement 89 % et 87 %.
Pour Charlan Moheng (journaliste chez Jeuxvideo.com), Unicorn Overlord est « un des meilleurs RPG du moment ». Il titre aussi « J’ai rarement vu une telle richesse dans un jeu vidéo : Unicorn Overlord m’a impressionné ! ». 

### Ventes
Le 2 avril 2024, Unicorn Overlord s'écoule à 500 000 exemplaires. 
Le 24 septembre 2024, le jeu dépasse le million de vente, ce qui en fait le plus gros succès de l'histoire de Vanillaware. Pour comparaison, la précédente œuvre du studio, 13 Sentinels: Aegis Rim n'avait atteint ce nombre que 4 ans après sa sortie,.  